# Lilly Bergander
Lilly Karolina Bergander, född 30 januari 1925 i Ströms församling i Jämtland, död 30 augusti 2015 i Nynäshamn, var en svensk tidigare kontorist och socialdemokratisk politiker.
Bergander var ledamot av andra kammaren 1969–1970 och riksdagsledamot i enkammarriksdagen 1971–1985, invald i Stockholms läns valkrets.